# Zatoka Pomorska
Zatoka Pomorska este o arie protejată (arie de protecție specială avifaunistică — SPA) din Polonia întinsă pe o suprafață de 309.154,92 ha, integral marine.

## Localizare
Centrul sitului Zatoka Pomorska este situat la coordonatele 54°13′22″N 15°07′54″E / 54.2228°N 15.1318°E.

## Înființare
Situl Zatoka Pomorska a fost declarat arie de protecție specială avifaunistică în noiembrie 2004 pentru a proteja 11 specii de animale.

## Biodiversitate
Situată în ecoregiunea continentală, aria protejată nu include niciun habitat protejat.
La baza desemnării sitului se află mai multe specii protejate de  păsări (11): alca (Alca torda), Cepphus grylle, Clangula hyemalis, cufundar polar (Gavia arctica), cufundar mic (Gavia stellata), rață catifelată (Melanitta fusca), rață neagră (Melanitta nigra), Mergus serrator, corcodel-urechiat (Podiceps auritus), corcodel mare (Podiceps cristatus), corcodel-cu-gât-roșu (Podiceps grisegena).